# Dotyk anioła
Dotyk anioła (ang. Touched by an Angel) – serial telewizyjny produkcji amerykańskiej w reżyserii Johna Masiusa emitowany przez stację CBS od 21 września 1994 do 27 kwietnia 2003.
Serial opowiada historię aniołów zesłanych na Ziemię przez Boga, pomagających ludziom w ich codziennych sprawach. Serial emitowany był przez 9 sezonów. Powstało wówczas 212 odcinków. W Polsce wyemitowano do tej pory 7 sezonów. Dotyk anioła był nadawany w TVP1, później w TV Puls, a później w Polsacie, w soboty o 8:15, gdzie wyemitowano pierwsze 73 odcinki. 23 lutego 2008 roku zakończono emisję w Polsacie. Od 20 października 2008 roku ponownie w Polsacie. 30 stycznia 2009 roku nastąpiła chwilowa przerwa w emitowaniu serialu. Do emisji Polsat ponownie powrócił 19 lutego 2009 roku. 27 lutego 2009 roku zakończono ponownie jego emisję – tym razem na 74 odcinku.

## Obsada
- Roma Downey – Monica
- Della Reese – Tess
- John Dye – Andrew, Anioł śmierci (1996–2003)
- Charles Rocket – Adam, Anioł śmierci (10 odcinków)
- Bruce Altman – Henry, Anioł śmierci (2 odcinki)
- Alexis Cruz – Anioł Rafael (14 odcinków)
- Paul Winfield – Archanioł Sam (4 odcinki)
- Jasmine Guy – Kathleen, upadły Anioł (3 odcinki)
- Valerie Bertinelli – Gloria (2001–2003)

## Goście specjalni
- Muhammad Ali
- Maya Angelou
- Scott Bairstow
- Daniel Baldwin
- Jack Black
- Ernest Borgnine
- Tom Bosley
- Chris Burke (jako Taylor, anioł z Zespołem Downa)
- Kirk Cameron
- Natalie Cole
- Bill Cosby
- Céline Dion
- Patrick Duffy
- Patty Duke
- Kirsten Dunst
- Melissa Gilbert
- Melissa Joan Hart
- Faith Hill
- Stacy Keach
- John de Lancie
- Angela Lansbury
- Cloris Leachman (jako Ruth, anioł)
- Tara Lipinski
- Jonathan Lipnicki
- Louis Mandylor
- James Marsden (jako Jimmy Marsden)
- Keb' Mo' (jako Isaac, Anioł muzyki)
- Rita Moreno
- Jennifer Morrison
- Joe Morton
- *NSYNC
- Emily Osment
- Rosa Parks
- Robert Pastorelli
- Priscilla Presley
- Zachary Quinto
- John Ritter
- Olesya Rulin
- Charles Shaughnessy
- Luther Vandross
- Mare Winningham
- Evan Rachel Wood

### Wersja polska
- Tekst polski: Karolina Bober, Marta Zając
- Czytał: Kacper Kaliszewski, później pod pseudonimem Ireneusz Królikiewicz

### Opisy
- Streszczenia odcinków serialu – Lista odcinków serialu Dotyk anioła

### Spis odcinków
| N/o            | Polski tytuł                                | Angielski tytuł                     |
| -------------- | ------------------------------------------- | ----------------------------------- |
| SEZON PIERWSZY |                                             |                                     |
| 01             | Autobus na południe                         | The Southbound Bus                  |
| 02             | Wskaż mi drogę do domu                      | Show Me the Way Home                |
| 03             | Trudna miłość                               | Tough Love                          |
| 04             | Upadła Angela                               | Fallen Angela                       |
| 05             | Wybór Cassie                                | Cassie's Choice                     |
| 06             | Serce prawnika                              | The Heart of the Matter             |
| 07             | Niespodziewany śnieg                        | An Unexpected Snow                  |
| 08             | Manny                                       | Manny                               |
| 09             | Bez obaw                                    | Fear Not!                           |
| 10             | Nie wiadomo, co się może w życiu przydarzyć | There, But for the Grace of God     |
| 11             | Bohater                                     | The Hero                            |
| SEZON DRUGI    |                                             |                                     |
| 12             | Wywiad z aniołem                            | Interview with an Angel             |
| 13             | Zaufanie                                    | Trust                               |
| 14             | Współczucie dla diabła                      | Sympathy for the Devil              |
| 15             | Kierowca                                    | The Driver                          |
| 16             | Anioły w radiu                              | Angels On The Air                   |
| 17             | W imię Boga                                 | In The Name Of God                  |
| 18             | Spotkanie po latach                         | Reunion                             |
| 19             | Operacja "Uśmiech"                          | Operation Smile                     |
| 20             | Wielki wybuch                               | The Big Bang                        |
| 21             | Bezimienna kobieta                          | Unidentified Female                 |
| 22             | Pióro                                       | The Feather                         |
| 23             | Anioł Śmierci                               | The One That Got Away               |
| 24             | Kiedy znowu się spotkamy                    | 'Til We Meet Again                  |
| 25             | Rock and Rollowy tatuś                      | Rock ’n’ Roll Dad                   |
| 26             | Anioł w kolorze indygo                      | Indigo Angel                        |
| 27             | Drabina Jakubowa                            | Jacob's Ladder                      |
| 28             | Przebudzenie                                | Out of the Darkness                 |
| 29             | Zgubiony i znaleziony                       | Lost and Found                      |
| 30             | Dobry Boże                                  | Dear God                            |
| 31             | Portret pani Campbell                       | The Portrait of Mrs. Campbell       |
| 32             | Cena miłosierdzia                           | The Quality of Mercy                |
| 33             | W obronie syna                              | Flesh and Blood                     |
| 34             | Znaki szczególne                            | Birthmarks                          |
| 35             | Przedawnienie                               | Statute of Limitations              |
| SEZON TRZECI   |                                             |                                     |
| 36             | Ziemia obiecana                             | Promised Land                       |
| 37             | Radosne dźwięki                             | A Joyful Noise                      |
| 38             | Moc słowa                                   | Random Acts                         |
| 39             | Grzechy ojca                                | Sins of the Father                  |
| 40             | Spisane w pyle                              | Written in Dust                     |
| 41             | Służby specjalne                            | Secret Service                      |
| 42             | Pęd ku ziemi                                | Groundrush                          |
| 43             | Niebo spada                                 | The Sky Is Falling                  |
| 44             | Coś niebieskiego                            | Something Blue                      |
| 45             | W świetle                                   | Into the Light                      |
| 46             | Powrót do domu, cz. 1                       | The Homecoming, Part I              |
| 47             | Powrót do domu, cz. 2                       | The Homecoming, Part II             |
| 48             | Dziennikarz                                 | The Journalist                      |
| 49             | Lekcja gry na skrzypcach                    | The Violin Lesson                   |
| 50             | Tylko nie zapomnij                          | Forget Me Not                       |
| 51             | Zasłona dymna                               | Smokescreen                         |
| 52             | Kryzys wiary                                | Crisis of Faith                     |
| 53             | Anioł Śmierci                               | Angel Of Death                      |
| 54             | Podcięte skrzydła                           | Clipped Wings                       |
| 55             | Cudowna, boża łaska, cz. 1                  | Amazing Grace, Part 1               |
| 56             | Cudowna, boża łaska, cz. 2                  | Amazing Grace, Part 2               |
| 57             | Lot do Paryża                               | Labor Of Love                       |
| 58             | Czy mnie kiedyś widziałeś?                  | Have You Seen Me?                   |
| 59             | Ostatnie zamówienie                         | Last Call                           |
| 60             | Zaginiony na polu bitwy                     | Missing In Action                   |
| 61             | Nastoletnia przyjaźń                        | At Risk                             |
| 62             | Pełnia księżyca                             | Full Moon                           |
| 63             | Anioł o innym imieniu                       | An Angel By Any Other Name          |
| 64             | Poleciało z wiatrem                         | Inherit The Wind                    |
| 65             | Zachwiana równowaga                         | A Delicate Balance                  |
| SEZON CZWARTY  |                                             |                                     |
| 66             | Powrót Joego, cz. 1                         | Joe’s Return (1)/ The Road Home (1) |
| 67             | Powrót Joego, cz. 2                         | Joe’s Return (2)/ The Road Home (2) |
| 68             | Wielkie nadzieje                            | Great Expectations                  |
| 69             | Nic oprócz sieci                            | Nothing But Net                     |
| 70             | Dzieci nocy                                 | Children Of The Night               |
| 71             | Jones przeciwko Bogu                        | Jones Vs. God                       |
| 72             | Pakt                                        | The Pact                            |
| 73             | Zamki na piasku                             | Sandcastles                         |
| 74             | Obiad z aniołem                             | My Dinner With Andrew               |
| 75             | Szarady                                     | Charades                            |
| 76             | Powrót                                      | The Comeback                        |
| 77             | Wenecja                                     | Venice                              |
| 78             | Zdarzyło się o północy                      | It Came Upon A Midnight Clear       |
| 79             | Walka o Harry’ego                           | Deconstructing Harry                |
| 80             | Pociągnąć za spust                          | The Trigger                         |
| 81             | Bomby latające                              | Doddlebugs                          |
| 82             | Ratowanie miłości                           | Redeeming Love                      |
| 83             | Anielskie wzloty                            | Flights Of Angels                   |
| 84             | Łamiąc chleb                                | Breaking Bread                      |
| 85             | Bóg i Ojczyzna                              | God and Country                     |
| 86             | Jak wymawisz słowo "wiara"?                 | How Do You Spell Faith?             |
| 87             | Szukajcie, a znajdziecie                    | Seek And Ye Shall Find              |
| 88             | Płaczesz i płaczesz samotny                 | Cry, And You Cry Alone              |
| 89             | Doskonały mały anioł                        | Perfect Little Angel                |
| 90             | Eliasz                                      | Elijah                              |
| 91             | Ostatni taniec                              | Last Dance                          |
| 92             | Duch małej dziewczynki, cz. 1               | The Spirit Of Liberty Moon, Part I  |
| 93             | Duch małej dziewczynki, cz. 2               | The Spirit Of Liberty Moon, Part II |